# 정치부 회의
《정치부 회의》는 JTBC에서 2014년 4월 7일부터 2023년 6월 30일까지 방송되었던 시사 뉴스 프로그램이었다.

## 개요
본래는 보고합니다! 4시 정치부 회의였으나, 2014년 9월 22일부터 방송 시간대가 옮겨지고 명칭도 변경되었으며 2015년 6월부터 2017년 11월 중반까지는 보고합니다! n시 정치부 회의 없이 그냥 정치부 회의로 불리다가 그 이후 국가대표 정치뉴스쇼 정치부회의가 만들어졌다. 2020년 1월 4일부터는 서울특별시 마포구 상암동 상암산로에 위치한 JTBC 스튜디오로 이전했다.

## 구성
이상복 보도국장을 앵커로 선두으로 나오며 국회, 여당, 야당, 청와대 반장 등 출입하는 기자팀의 반장들이 패널로 나온다. 회의 시작 전에 보도국장인 이상복 국장과 각 반장들이 앞에서 나와 당일과 전 날에 있었던 정치적 흐름과 오늘의 발제의 설명내용을 간단하게 설명하며 회의에 시작한다. 각 반장들이 집중 발제로 한 이슈를 짚어서 더욱 심도있게 설명, 이후로는 각 반장들과 보도국장이 이 아이템을 논의하여 각 반장의 발제 내용에 어울리는 정치적 기사 제목을 결정한다. 그 후 강지영 아나운서가 '강지영의 현장 브리핑'라는 이름으로 현재의 정치적 내용보다 가벼운 주제로 정치와 관련되어 설명한다. 이후 이상복 보도국장이 요약한 후 각 반장들과 코로나19 범유행 때문에 인사 대신 목례를 하며 회의를 종료한다.

## 출연진
현재
| 이름   | 직위                   | 출연 기간                         | 비고                 |
| ------ | ---------------------- | --------------------------------- | -------------------- |
| 이상복 | 보도총괄 직속 전문위원 | 2020년 5월 18일 ~2023년 6월 30일  | 정치2부장 → 보도국장 |
| 조익신 | 정치멘토               | 2020년 1월 6일 ~ 2023년 6월 30일  | 정치부 1팀 기자      |
| 유한울 | 뉴스체커               | 2022년 9월 13일 ~ 2023년 6월 30일 |                      |
| 류정화 | 상황실장               | 2020년 12월 7일 ~ 2023년 6월 30일 |                      |
| 박준우 | 마크맨                 | 2020년 12월 7일 ~ 2023년 6월 30일 |                      |
| 백다혜 | 아나운서               | 2021년 6월 7일 ~ 2023년 6월 30일  |                      |

과거
| 이름   | 직위                                          | 출연 기간                          | 비고                                               |
| ------ | --------------------------------------------- | ---------------------------------- | -------------------------------------------------- |
| 최상연 | 정치부장 → 보도국 정치담당 부국장             | 2014년 4월 7일 ~ 2015년 12월 11일  | 2014년 12월 24일 승진, 중앙일보 논설위원으로 이동. |
| 신혜원 | 청와대 반장 → 뉴스체커                        | 2017년 12월 11일 ~ 2022년 9월 8일  |                                                    |
| 오대영 | 여당 반장                                     | 2014년 4월 7일 ~ 2016년 7월 8일    | 뉴스룸으로 이동.                                   |
| 양원보 | 야당 담당 → 국회 담당 → 국회 반장 → 야당 반장 | 2014년 4월 7일 ~ 2015년 9월 11일   | 뉴스룸으로 이동. 2016년 7월 11일부터 재출연.       |
| 남궁욱 | 청와대 반장                                   | 2014년 4월 7일 ~ 2015년 7월 3일    | 중앙일보로 이동.                                   |
| 이성대 | 야당 반장                                     | 2014년 4월 7일 ~ 2015년 7월 24일   | 뉴스룸으로 이동.                                   |
| 김정하 | 국회 반장                                     | 2015년 7월 27일 ~ 2016년 7월 8일   | 중앙일보로 이동.                                   |
| 송지영 | 정치부 막내                                   | 2014년 4월 7일 ~ 2014년 6월 30일   | 스포츠부로 이동.                                   |
| 유상욱 | 야당 반장                                     | 2015년 9월 14일 ~ 2016년 12월 20일 | 사회2부로 발령 및 이동.                            |
| 임소라 | 청와대 반장                                   | 2015년 7월 6일 ~ 2017년 12월 8일   | 정치1부로 발령 및 이동.                            |
| 정강현 | 여당 반장 → 야당 반장                         | 2016년 7월 11일 ~ 2018년 7월 13일  | 정치1부로 발령 및 이동.                            |
| 박성태 | 정치부 팀장 → JTBC 주말에디터                 | 2020년 1월 6일 ~ 2020년 5월 15일   | 2020년 5월 16일에 JTBC 주말에디터로 승진           |
| 고석승 | 야당 반장                                     | 2018년 7월 16일 ~ 2020년 12월 4일  |                                                    |
| 최종혁 | 야당 반장 → 여당 반장                         | 2016년 12월 21일 ~ 2020년 12월 4일 |                                                    |
| 강지영 | 아나운서                                      | 2015년 7월 13일 ~ 2021년 6월 4일   |                                                    |

## 타이틀 변천사
| 기수 | 프로그램 타이틀            | 방송 기간                           |
| ---- | -------------------------- | ----------------------------------- |
| 1기  | 보고합니다 4시 정치부 회의 | 2014년 4월 7일 ~ 2014년 9월 22일    |
| 2기  | 보고합니다 5시 정치부 회의 | 2014년 9월 25일 ~ 2015년 일자 미상  |
| 3기  | 5시 정치부 회의            | 2015년 일자 미상 ~ 2017년 일자 미상 |
| 4기  | 정치부 회의                | 2017년 일자 미상 ~ 2023년 6월 30일  |

## 같이 보기
- 시사쇼 이것이 정치다 (TV조선)
- 채널A 뉴스 TOP 10 (채널A)
- 정치와이드 (MBN)